# Мужская сборная Узбекистана по гандболу
Мужская сборная Узбекистана по гандболу — национальная команда по гандболу, представляющая Узбекистан на международных соревнованиях. Управляется Федерацией гандбола Узбекистана.

## История
Сборная сформирована в 1992 году, когда Узбекистан стал членом Международной федерации гандбола.

### Чемпионаты Азии
Сборная Узбекистана дебютировала на чемпионате Азии по гандболу в 2012 году. Подопечные Исмаила Матхаликова проиграли все матчи группового этапа — с ОАЭ (20:40), Катаром (19:41), Саудовской Аравией (14:47) и Бахрейном (15:52). В матче за 9-10-е места сборная Узбекистана уступила Иордании (30:32).
На чемпионате Азии 2014 года узбекистанские гандболисты вновь проиграли все матчи. На групповом этапе они потерпели поражения от Саудовской Аравии (21:43), Бахрейна (22:47), Южной Кореи (19:32), Ирана (22:54) и Китая (22:39), в полуфинале за 9-12-е места — от Японии (12:41), а в матче за 11-12-е места с Китаем не участвовали и получили техническое поражение (0:10).
Пропустив турнир 2016 года, сборная Узбекистана вновь выступила на чемпионате Азии 2018 года. На первом групповом этапе она проиграла Японии (27:38) и Ирану (18:37), а в групповом турнире за 9-14-е места одержала первые победы, выиграв у Новой Зеландии (33:19) и Индии (29:27). В матче за 9-10 места узбекистанцы уступили Китаю (21:23).

### Летние Азиатские игры
В 2006 году сборная Узбекистана участвовала в гандбольном турнире летних Азиатских игр в Дохе. На первом групповом этапе она проиграла Японии (30:56), ОАЭ (27:46) и Саудовской Аравии (23:51). В полуфинале за 13-16-е места узбекистанцы победили Макао (46:35), а в матче за 13-14-е места уступили Гонконгу (32:35).

### Другие турниры
В 2013 году сборная Узбекистана выиграла чемпионат Юго-Восточной Азии в Таиланде, победив соперников из Гонконга, Таиланда, Вьетнама и Филиппин.

## Результаты выступлений

### Чемпионаты Азии
- 1993—2008 — не участвовала
- 2012 — 10-е место
- 2014 — 12-е место
- 2016 — не участвовала
- 2018 — 10-е место

### Летние Азиатские игры
- 1994—2002 — не участвовала
- 2006 — 14-е место
- 2010—2018 — не участвовала